# پیتیاکوو
پیتیاکوو (انگلیسی: Pityakovo) یک شهرک در شهرستان بیرسکی باشقیرستان کشور روسیه است.